# 판전둥
판전둥(중국어 간체자: 樊振东, 정체자: 樊振東, 병음: Fán Zhèndōng, 한자음: 번진동, 1997년 1월 22일~)은 중화인민공화국의 탁구 선수이다. 2020년 하계 올림픽 탁구 남자 단체전 금메달과 남자 단식 은메달을 획득했으며 2024년 하계 올림픽에서 남자 단식 금메달을 획득했다.